# سرو بزرگ
سرو بزرگ (نام علمی: Cupressus gigantea) نام یک گونه از سرده سرو است.